# Adib Taherzadeh
Adib Taherzadeh (Yazd, 29 aprile 1921 – Haifa, 26 gennaio 2000) è stato una personalità religiosa iraniana, che tra il 1988 e il 2000 fu uno dei membri della Casa Universale di Giustizia, il supremo organo di governo della Fede Bahai, la religione fondata da Bahá'u'lláh.

## Biografia
Taherzadeh nacque a Yazd, in Iran, in una famiglia bahai. Frequentò, presso l'Università di Teheran, i corsi di ingegneria elettrica che completò con ulteriori studi di perfezionamento a Coventry in Inghilterra.
Fermatosi nel Regno Unito vi lavorò come ingegnere capo presso un complesso industriale dal 1950 al 1984.
Fece parte dell'Assemblea Spirituale Nazionale bahai britannica dal 1960 al 1971.
Fu eletto nell'Assemblea Spirituale Nazionale della Repubblica d'Irlanda nel 1972 quando questa si costituì e nel 1976 fu nominato nel Consiglio Europeo Bahai.
Nel 1988 fu eletto alla Casa Universale di Giustizia di Haifa.

## Opere
- A. Taherzadeh, The Child of the Covenant, Oxford, UK, George Ronald, 2000, ISBN 0-85398-439-5.

- A. Taherzadeh, The Covenant of Bahá'u'lláh, Oxford, UK, George Ronald, 1992, ISBN 0-85398-344-5.

- A. Taherzadeh, The Revelation of Bahá'u'lláh, Volume 1: Baghdad 1853-63, Oxford, UK, George Ronald, 1976, ISBN 0-85398-270-8.

- A. Taherzadeh, The Revelation of Bahá'u'lláh, Volume 2: Adrianople 1863-68, Oxford, UK, George Ronald, 1977, ISBN 0-85398-071-3.

- A. Taherzadeh, The Revelation of Bahá'u'lláh, Volume 3: `Akka, The Early Years 1868-77, Oxford, UK, George Ronald, 1984, ISBN 0-85398-144-2.

- A. Taherzadeh, The Revelation of Bahá'u'lláh, Volume 4: Mazra'ih & Bahji 1877-92, Oxford, UK, George Ronald, 1987, ISBN 0-85398-270-8.

- A. Taherzadeh, Trustees of the Merciful, London, UK, Bahá'í Publishing Trust, 1972, ISBN 0-900125-09-8.

- National Spiritual Assembly of the Bahá'ís of Ireland e Adib Taherzadeh, Spiritualization of the Bahá'í Community. A Plan for Teaching 1982.